# Nicole Süßmilch
 (décembre 2022).
Si vous disposez d'ouvrages ou d'articles de référence ou si vous connaissez des sites web de qualité traitant du thème abordé ici, merci de compléter l'article en donnant les références utiles à sa vérifiabilité et en les liant à la section « Notes et références ».
Nicole Süssmilch (née le 2 mai 1980 à Berlin) est une chanteuse allemande.

## Biographie
Süssmilch fait ses premières apparitions publiques en tant que chanteur à l'âge de 14 ans et accompagne le groupe de rock Puhdys lors d'une tournée à l'âge de 15 ans.
À l'automne 2002, elle devient connue par un public plus large en tant que participante à la première saison de Deutschland sucht den Superstar, où elle termine à la sixième place. Peu de temps après, elle joue une figuration dans le clip de You Drive Me Crazy de Daniel Küblböck.
Début 2005, elle participe au concours de sélection pour représenter l'Allemagne au Concours Eurovision de la chanson en compagnie du chanteur Marco Matias. Avec la chanson A Miracle of Love écrite par Ralph Siegel et Bernd Meinunger, le duo termine deuxième du télévote. Sa carrière ne prend pas, elle travaille comme esthéticienne. En 2011, elle s'inscrit au casting de X-Factor.

## Discographie
Singles
- 2005 : A Miracle of Love (avec Marco Matias)
- 2005 : The Keys to My Car

## Source de la traduction
- (de) Cet article est partiellement ou en totalité issu de l’article de Wikipédia en allemand intitulé « Nicole Süßmilch » (voir la liste des auteurs).